# Osez Joséphine (chanson)
Pour l'album, voir Osez Joséphine.
Pistes de Osez Joséphine
Blue Eyes Crying in the Rain Kalabougie
Osez Joséphine est une chanson d'Alain Bashung sortie en 1991 sur l'album Osez Joséphine. La musique est composée par Alain Bashung et les paroles sont cosignées par le chanteur et par Jean Fauque. La chanson connut immédiatement un succès public en France et est aujourd'hui considéré comme un classique du rock français.

## Historique
L'idée d'une chanson hymne à la liberté plus particulièrement à la liberté des femmes nait lorsque Jean Fauque et Alain Bashung assistent chez ce dernier à La Celle-Saint-Cloud, devant la télévision à la chute du mur de Berlin. Ce dernier commence à écrire quelques phrases dont « Osez causer du Caucase, osez vos oukazes » et où il est question de fuite vers l'ouest en berline.
Le prénom de Joséphine, ajouté par Alain Bashung, vient selon Jean Fauque de Joséphine  Baschung, la sœur de son père, qui dans le village familial de Wingersheim vivait comme elle l'entendait, d'une façon très libérée ce qui détonait dans la campagne alsacienne des années d'après-guerre. D'autres sources rapportent que l'accroche « Osez Joséphine » aurait été inspirée au chanteur par une phrase qu'il a dite lors d'un dîner avec son batteur Philippe Draï à la petite fille très timide de ce dernier Joséphine Draï : « Ah si j'osais Joséphine »,.
Une première maquette est enregistrée dans un studio de la région parisienne avant que le travail ne soit poursuivi avec des musiciens américains dont Sonny Landreth, à Memphis dans les studios Ardent où a enregistré Elvis Presley et où la musique est profondément remaniée. La chanson est achevée à Bruxelles où l'ingénieur du son Phil Delire aura l'idée de rajouter des violons sur le refrain.
Chanson novatrice, elle rencontre un succès immédiat auprès d'un large public. Tentative de synthèse entre les traditions française et américaine, selon Bertrand Dicale, « elle donne enfin un rock crédible à la langue française ».

## Clip
Le clip, réalisé par Jean-Baptiste Mondino, met en scène le chanteur et une fille (Azucena Caamaño) dos à dos, au centre d'une piste de cirque autour de laquelle galope un cheval blanc. Il contribue de façon importante au succès de la chanson. En 2016, l'artiste australien Nicholas Allbrook rendra hommage à ce clip dans celui de sa chanson A Fool There Was (issue de l'album Pure Gardiya).

## Sortie et accueil commercial
Premier extrait de l'album, Osez Joséphine sort en single en novembre 1991. Il est édité pour la promotion en radio et pour la vente sous formats vinyle en 45 tours et maxi 45 tours, en CD et en cassette audio. 
Le single entre au Top 50 la semaine du 4 janvier 1992 à la 48e place et progresse doucement jusqu'à atteindre la 22e place des meilleures ventes de singles en France un mois après sa sortie, la semaine du 29 février 1992. Le titre restera classé treize semaines au Top 50, finissant son parcours à la 39e place la semaine du 28 mars 1992. Selon le site Top France, le single s'est vendu à plus de 30 000 exemplaires.

## Distinctions
- Victoires de la musique 1993 :
  - Victoire du vidéo-clip pour Jean-Baptiste Mondino
  - Nomination pour la Victoire de la chanson

## Postérité

### Importance
La chanson est incluse dans une liste de 3 000 morceaux classiques du rock dans l'ouvrage La Discothèque parfaite de l'odyssée du rock de Gilles Verlant, qui y qualifie par ailleurs le morceau Osez Joséphine de l'un des « nouveaux classiques de son répertoire » à l'époque et le riff de Sonny Landreth sur la chanson « d'historique ».

### Citations littéraires
En 2011, la romancière Delphine de Vigan s'inspire du refrain de la chanson pour le titre de son roman Rien ne s'oppose à la nuit :

« Osez, osez Joséphine

Plus rien ne s'oppose à la nuit

Rien ne justifie »

En 2014, Jérôme Colin s'inspire lui aussi d'un couplet de la chanson pour le titre de son roman Éviter les péages.
En 2020, Virginie Grimaldi s'inspire elle aussi d'un couplet de la chanson pour le titre de son roman Et que ne durent que les moments doux.

### Utilisations au cinéma
Sauf indication contraire ou complémentaire, les informations mentionnées dans cette section proviennent du générique de fin de l'œuvre audiovisuelle présentée ici.
La chanson Osez Joséphine est utilisée dans les films suivants :
- 1994 : Le Sourire de Claude Miller
- 2018 : Place publique d'Agnès Jaoui - interprétée par Jean-Pierre Bacri assis sur des marches à la fin du film
- 2015 : Fatima de Philippe Faucon - jouée dans une scène du film avec un ami de Nesrine dans son appartement.
- 2018 : Mektoub my love : Canto Uno d'Abdellatif Kechiche - jouée dans la scène de la ferme entre le personnage d'Amin et d'Ophélie